# Knä

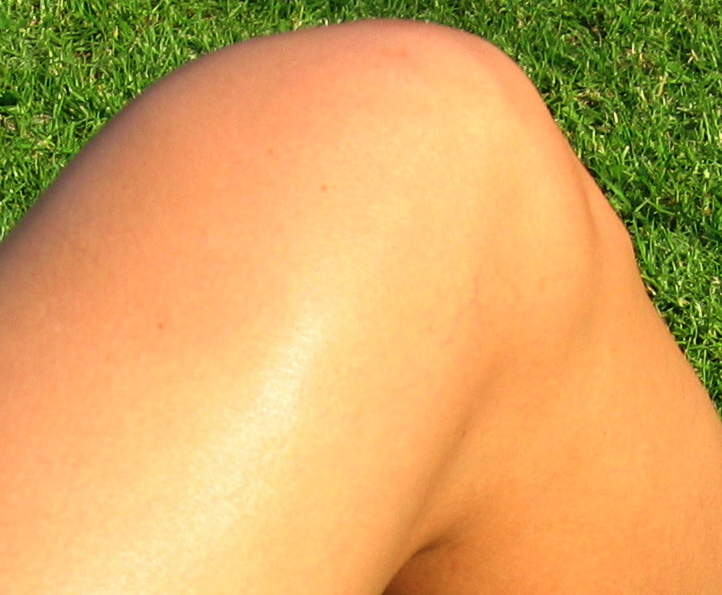
Ett mänskligt knä, medial vy.

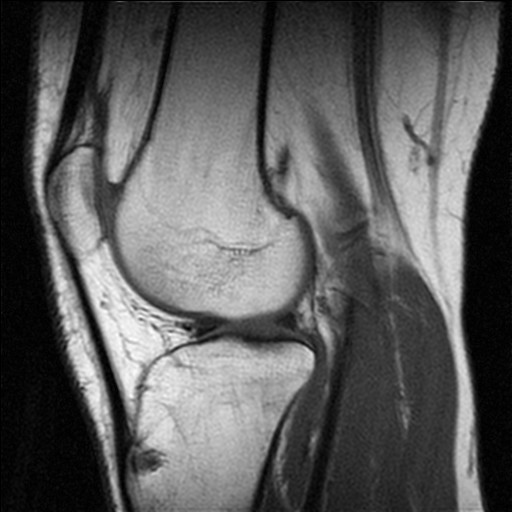
MR-bild av vänster knä.

Knä, knäregion (latin: genu, regio genus) är en kroppsregion mitt på benet (membrum inferiosis) som förbinder låret (femur) med underbenet (crus) och omfattar knäleden (art. genus), knäskålen (patella) och knävecket (fossa poplitea).
Knäregionen avgränsas av två transversella plan: Ett proximalt strax ovanför knäskålens bas (basis patellae) och ett distalt strax under det ventrala utskottet under skenbenets (tibia) huvud (tuberositas tibiae).
Lårbenet (os femoris) och skenbenet (tibia) bildar normalt en vinkel på 175° mot varandra. En mindre vinkel kallas kobenthet (genu valgum) och en större vinkel för hjulbenthet (genu varum).

## Rörelser

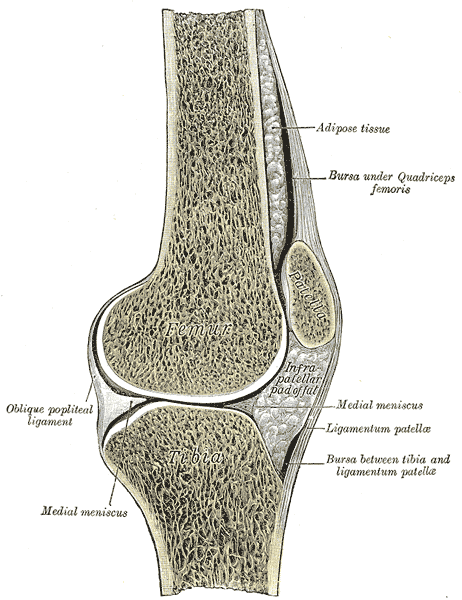
Sagittalsnitt genom höger knäled.
Gray's Anatomy, 1918. (PD)

Knäleden är en gångjärnsled där inåt- och utåtrotation även är möjlig i begränsad omfattning. Den maximala flexionen i leden är 135°. Knäleden medger ingen extension men i flexerat läge kan underbenet (crus) roteras något.
I praktiken kan knäleden betraktas som tre sammansatta leder: Två kondylärleder mellan lårbenets två kondyler (condylus lateralis et medialis femoris) och motsvarande menisker (meniscus lateralis et medialis) och kondyler (condylus medialis et lateralis tibiae) på skenbenet. En tredje led finns mellan knäskålen och lårbenet. Denna led är i princip en fri kulled men eftersom de två benen inte helt anpassade till varandra utgörs rörelserna i leden inte av någon enkel glidrörelse.

## Ligament
| Höger knäled, framsida. | Höger knäled, framsida. |
| Höger knäled, baksida.  | Höger knäled och omgivande ligament. Ovan: Framsida, yttre och inre ligament. Nedan till vänster: Baksida. Illustrationer: Gray's Anatomy, 1918. (PD) |

- Korsband (ligg. cruciata)
  - Främre korsband (ACL/LCA, lig. cruciatum anterior)
  - Bakre korsband (PCL/LCP, ligamentum cruriatum posterius, alternativt ligamentum cruciatum posterius genus)
- Sidoligament, kollateralligament (lig. collaterale)
  - Lateralt sidoligament (LCL, lig. collaterale laterale)
  - Medialt sidoligament (MCL, lig. collaterale mediale)
- Knäskålsband (lig. patellae)
- Patellaretinakel (retinaculi patellae)
  - Medialt patellaretinakel (retinaculum patellae mediale)
  - Lateralt patellaretinakel (retinaculum patellae laterale)
- — (ligg. popliteum)
  - — (lig. popliteum obliquum)
  - — (lig. popliteum arcuatum)

## Menisker
- Laterala menisken (meniscus lateralis)
- Mediala menisken (meniscus medialis)

| Höger knäs ledkapsel, lateral vy.                                                         | Höger knäs ledkapsel, baksida. |
| Höger knäs ledkapsel, lateral vy samt baksida. Illustrationer: Gray's Anatomy, 1918. (PD) |                                |

## Muskler
Det finns ett antal muskler som påverkar knäleden. På framsidan av knäet är det först och främst muskelgruppen quadriceps, eller stora lårmuskeln. Den består av fyra separata muskler (Rectus femoris, vastus medialis, vastus lateralis samt vastus intermedius) varav alla påverkar knäets stabilitet. 
På baksidan av benet finns hamstringsmusklerna som också bidrar till knäets stabilitet. Dessa består av biceps femoris, semimembranosus och semitendinosus. Vidare finner man även en muskel som kallas gracilis som inte är en av hamstringsmusklerna men som ändå sträcker sig över knäleden och bidrar med stabilitet.